# Ейгон I Таргарієн
Ейгон I Таргарієн (інший варіант написання імені — Ейєгон) на прізвисько Завойовник — персонаж вигаданого світу, зображеного в серії книг "Пісня Льоду та Вогню " Джорджа Мартіна і в серіалі "Гра престолів ", перший король Вестероса з валірійської династії Таргарієнів. Використовуючи трьох драконів, завоював континент у ході серії воєн, заснував Королівську гавань, доклав зусиль, щоб перетворити Сім королівств на єдину країну. Усі наступні Таргарієни — його нащадки. Дослідники вважають історичними прототипами Ейгона данських вікінгів, які намагалися завоювати Англію в ІХ столітті.

## Біографія
Ейгон належав до валерійського аристократичного роду, який приблизно за сто років до його народження закріпився на Драконовому камені — невеликому острові в Вузькому морі, біля узбережжя Вестероса. Він був єдиним сином Ейріона Таргарієна та Валейни Веларіон. Крім Ейгона, у цій сім'ї народилися дочки Вісенья та Рейніс ; крім того, позашлюбним сином Ейріона вважався Оріс Баратеон. Після смерті батька Ейгон успадкував його володіння. Він брав участь у війні між Вільними містами на заході Ессоса, але пізніше зосередив свою увагу на Вестеросі, який вирішив повністю завоювати. Армія Таргарієнів поступалася війську кожного з семи вестероських королів за чисельністю, але в її складі були три вогнедишні дракони — Балеріон, Вхагар і Міраксес, на яких літали сам Ейгон та його сестри.
Спочатку Ейгон зажадав від усіх лордів континенту підкоритися йому. Коли цей наказ проігнорували, він висадився у Вестеросі і почав війну. Першими були підкорені Річкові землі (їх правитель Харрен Чорний згорів разом із щойно добудованим Харренхоллом); потім Таргарієни розгромили Штормового короля, який загинув у сутичці, розбили об'єднані сили королів Простору та Західних земель (перший загинув, другий, що належав до роду Ланністерів, здався). Аррени, що правили в Долині, і Старки, під владою яких перебувала вся Північ, підкорилися Ейгону без бою. З усіма підкореними Завойовник звертався дуже милостиво: вони зберігали свої володіння і відмовлялися лише від королівських титулів. Таллі, що уклали з Ейгоном союз на самому початку війни, стали верховними лордами Річкових земель, стюард Хайгардена з роду Тиреллів став верховним лордом Простору, а влада над Штормовими землями перейшла до Оріса Баратеона, який одружився з дочкою місцевого короля.
У Старомісті Ейгон був помазаний сімома оливками і коронований як король андалів, ройнарів і перших людей, правитель усіх Семи королівств Вестероса. Щоправда, сьоме королівство, Дорне, йому не підкорилося; багато років йшла Перша Дорнська війна, в якій цей південний і пустельний регіон відстояв свою незалежність. Надалі до смерті Ейегона у Вестеросі панував світ. Король будував нову столицю, Королівську гавань у гирлі Чорноводної, регулярно об'їжджав свої володіння і чинив справедливий суд, докладав зусиль для того, щоб зробити Вестерос єдиною країною. Він був одружений з обома сестрами, Вісеньєю та Рейніс, і друга народила Ейніса, а перша — Мейєґора Жорстокого.

## У книгах
У романах із циклу "Пісня льоду та вогню " Ейгон лише згадується. Його діяльність описується в псевдохроніці "Світ льоду та полум'я " і більш докладно — у книзі "Полум'я та кров ".

## В образотворчому мистецтві
Американець Чейз Стоун зобразив короля з сестрами в септі на Драконьому Камені, а також у той момент, коли коліно перед ним схиляє Торрхен Старк. Майкл Комарк зобразив Ейгона в момент коронації, а також верхи на Балеріоні і в той момент, коли він читає листа від принца Дорна з пропозицією миру; Марк Сімонетті — під час атаки на Харренхолл.

## Сприйняття
Рецензенти констатують, що з висадки Ейгона у Вестеросі починається власне історична доба. Все, що було до цієї події, — скоріше галузь міфу і вигадки.
Ейгон зображений Джорджем Мартіном як цивілізований король, який створив систему правосуддя на кшталт європейського середньовіччя. Він заборонив приватні війни і наказав васалам звертатися за вирішенням конфліктів до свого сюзерена; для великих домів арбітром став король. Проте з опису, даного Мартіном, випливає, що поряд із такою системою існувала й інша, що пронизує все суспільство Вестероса: король постійно об'їжджав континент і творив суд для своїх підданих. Судячи зі згадування «селянського поля» як можливого місця засідання, судив Ейгон навіть простолюдинів. Звідси випливає, що створена ним судова система була аморфнішою: лорди творили суд у своїх володіннях, але королівська влада втручалася в цей процес, коли мала фізичні можливості.
Історичними прототипами Ейгона стали, мабуть, ватажки данських вікінгів, які в ІХ столітті вели завоювання Англії.